# چوی ری
چوی ری (کره‌ای: 최리؛ انگلیسی: Choi Ri؛ زادهٔ ۲۹ ژوئن ۱۹۹۵) بازیگر اهل کره جنوبی است. او به خاطر ایفای نقش در فیلم تاریخی بازگشت به خانه ارواح شناخته می‌شود.

## فیلم‌شناسی

### مجموعه تلویزیونی
| سال  | عنوان                  | نقش                              | شبکه     | منبع  |
| ---- | ---------------------- | -------------------------------- | -------- | ----- |
| ۲۰۱۶ | وزیدن نسیم             | جوانی کیم سون-اوک (بازیگر مهمان) | ام‌بی‌سی   |       |
| ۲۰۱۶ | گابلین                 | پارک کیونگ-می                    | تی‌وی‌ان   |       |
| ۲۰۱۷ | جادوگر در دادگاه       | سو یو-ری                         | کی‌بی‌اس۲  | [ ۲ ] |
| ۲۰۱۸ | به وایکیکی خوش آمدید   | جی-مین (بازیگر مهمان)            | جی‌تی‌بی‌سی |       |
| ۲۰۱۸ | بیا و بغلم کن          | چه سو-جین                        | ام‌بی‌سی   | [ ۳ ] |
| ۲۰۱۹ | اولین اولین عشق من     | اوه گا-رین                       | نتفلیکس  | [ ۴ ] |
| ۲۰۲۰ | مرکز مراقبت پس از تولد | لی رو-دا                         | تی‌وی‌ان   | [ ۵ ] |
| ۲۰۲۲ | قلب قرمز               | جو یون-هی                        | کی‌بی‌اس۲  | [ ۶ ] |